# Saison 1 de Human Target : La Cible
Chronologie
Saison 2
Cet article présente le guide des épisodes de la première saison de la série télévisée américano-canadienne Human Target : La Cible (Human Target).

## Distribution

### Acteurs principaux
- Mark Valley (VF : Boris Rehlinger) : Christopher Chance
- Chi McBride (VF : Gilles Morvan) : Détective Winston, ex-inspecteur
- Jackie Earle Haley (VF : Julien Kramer) : Guerrero, tueur à gage

### Acteurs récurrents
- Emmanuelle Vaugier : Agent Special du FBI, Emma Barnes
- Autumn Reeser : Layla
- Lennie James (VF : Emmanuel Jacomy) : Baptiste

## Épisodes

### Épisode 1:À grande vitesse
- Canada : 15 janvier 2010 sur CTV
- États-Unis : 17 janvier 2010 sur FOX
- Québec : 23 août 2010 sur AddikTV
- Belgique : 2 octobre 2010 sur La Deux[1]
- France : 10 octobre 2010 sur TF1[2]
- Suisse : 27 février 2011 sur TSR1[3]

- Canada : 1,262 million de téléspectateurs[4]
- États-Unis : 10,12 millions de téléspectateurs[5]
- France : 2,4 millions de téléspectateurs[6]

- Tricia Helfer (Stephanie)
- Mark Moses (Hollis)
- Sean Allan (Lydecker)
- Adrian Hough (James)
- Hiro Kanagawa (Lt. Peale)
- Michael St. John Smith (McNamara)
- Toshi Haraguchi (Mr. Saito)
- David Meunier (Tom)

### Épisode 2:Flashbacks
- Canada : 18 janvier 2010 sur CTV
- États-Unis : 20 janvier 2010 sur FOX
- Québec : 30 août 2010 sur AddikTV
- Belgique : 2 octobre 2010 sur La Deux[1]
- France : 17 octobre 2010 sur TF1[2]
- Suisse : 27 février 2011 sur TSR1[3]

- Canada : 1,358 million de téléspectateurs[7]
- États-Unis : 10,46 millions de téléspectateurs[8]

- Courtney Ford (Laura)
- Alessandro Juliani (Tennant)
- Ali Liebert (Brooke)
- Robert Weiss (Larry)
- Sean Owen Roberts (Sergei)
- David Nykl (Vincent)

### Épisode 3:L'Invitée de l'ambassadeur
- Canada : 25 janvier 2010 sur CTV
- États-Unis : 26 janvier 2010 sur FOX
- Québec : 6 septembre 2010 sur AddikTV
- Belgique : 9 octobre 2010 sur La Deux[1]
- France : 24 octobre 2010 sur TF1[2]
- Suisse : 6 mars 2011 sur TSR1[9]

- Canada : 1,287 million de téléspectateurs[10]
- États-Unis : 9,26 millions de téléspectateurs[11]

- Emmanuelle Vaugier (Agent Emma Barnes)
- Sean Maher (Aaron Cooper)
- Aleks Paunovic (Alexi Volkov)
- Alex Fernandez (Peter Blanchard)
- Tyler McClendon (Danny Cooper)

### Épisode 4:Le Sanctuaire
- Canada : 1er février 2010 sur CTV
- États-Unis : 3 février 2010 sur FOX
- Québec : 13 septembre 2010 sur AddikTV
- Belgique : 9 octobre 2010 sur La Deux[1]
- France : 12 décembre 2010 sur TF1[2]
- Suisse : 6 mars 2011 sur TSR1[9]

- Canada : 1,218 million de téléspectateurs[12]
- États-Unis : 7,8 millions de téléspectateurs[13]

- Sam Huntington (John Gray)
- Sarah Smyth (Emily)
- William Mapother (Fisher)
- Merwin Mondesir (Tom Karrel)
- Peter Bryant (Abbot Stevens)

### Épisode 5:Corruption
- Canada : 8 février 2010 sur CTV
- États-Unis : 10 février 2010 sur FOX
- Québec : 20 septembre 2010 sur AddikTV
- Belgique : 16 octobre 2010 sur La Deux[1]
- France : 31 octobre 2010 sur TF1[2]
- Suisse : 13 mars 2011 sur TSR1[14]

- Canada : 1,167 million de téléspectateurs[15]
- États-Unis : 8,91 millions de téléspectateurs[16]

- Kristin Lehman (Allyson)
- Dylan Neal (Wes Gibson)
- Chris Mulkey (Det. Jenkins)
- William B. Davis (Whitey Doyle)
- Gardiner Millar (Frank Murphy)
- Andrew Hedge (Scar)
- Ted Whittall (A.D.A. Harris)
- BJ Harrison (Juge Heard)
- Brandon Jay McLaren (Omar)

### Épisode 6:Prison de verre
- Canada : 15 février 2010 sur /A\
- États-Unis : 17 février 2010 sur FOX
- Québec : 27 septembre 2010 sur AddikTV
- Belgique : 16 octobre 2010 sur La Deux[1]
- France : 7 novembre 2010 sur TF1[2]
- Suisse : 13 mars 2011 sur TSR1[14]

- États-Unis : 7,14 millions de téléspectateurs[17]

- Kevin Weisman (Martin Gleeson)
- Mitch Pileggi (Leonard Kreese)
- Autumn Reeser (Layla)
- Garcelle Beauvais-Nilon (Vivian Cox)
- Zak Santiago (Fouts)
- Dean Monroe McKenzie (Bob Hass)

### Épisode 7:La Fièvre de l'or
- Canada : non-diffusé sur CTV
- États-Unis : 10 mars 2010 sur FOX
- Québec : 18 octobre 2010 sur AddikTV
- Belgique : 23 octobre 2010 sur La Deux[1]
- France : 14 novembre 2010 sur TF1[2]
- Suisse : 20 mars 2011 sur TSR1[18]

- États-Unis : 7,83 millions de téléspectateurs[19]

- Kris Marshall (Doug)
- Leonor Varela (Maria)
- Kim Coates (Bertram)
- Luis Javier (Alberto)
- Bruce Ramsay (Vazquez)
- Frank Topol (Pablo)

### Épisode 8:Baptiste
- Canada : 14 mars 2010 sur CTV
- États-Unis : 17 mars 2010 sur FOX
- Québec : 11 octobre 2010 sur AddikTV
- Belgique : 23 octobre 2010 sur La Deux[1]
- France : 28 avril 2013 sur TF1
- Suisse : 20 mars 2011 sur TSR1[18]

- États-Unis : 8,01 millions de téléspectateurs[20]

- Emmanuelle Vaugier (Agent Emma Barnes)
- Autumn Reeser (Layla)
- Lennie James (Baptiste)
- Eric Breker (Folster)
- Giles Panton (Roger)
- Serge Houde (LeCavalier)

### Épisode 9:Dans les cordes
- Canada : 21 mars 2010 sur CTV
- États-Unis : 24 mars 2010 sur FOX
- Québec : 4 octobre 2010 sur AddikTV
- Belgique : 30 octobre 2010 sur La Deux[1]
- France : 21 novembre 2010 sur TF1[2]
- Suisse : 27 mars 2011 sur TSR1[21]

- États-Unis : 6,8 millions de téléspectateurs[22]

- Grace Park (Eva)
- Dash Mihok (Eddie)
- Peter Wingfield (Prentiss)
- Kenneth Welsh (Belvilacqua)
- Laurie Brunetti (Kelso)
- Nicolas W. Von Zill (Krupp)
- Dan Payne (Larouche)
- Ken Kirzinger (Prentiss' Bodyguard)

### Épisode 10:Tanarak
- Canada : 28 mars 2010 sur CTV
- États-Unis : 31 mars 2010 sur FOX
- Québec : 25 octobre 2010 sur AddikTV
- Belgique : 30 octobre 2010 sur La Deux[1]
- France : 28 novembre 2010 sur TF1[2]
- Suisse : 27 mars 2011 sur TSR1[21]

- États-Unis : 8,23 millions de téléspectateurs[23]

- Moon Bloodgood (Dr Jessica Shaw)
- Ty Olsson (John Duke)
- Vincent Gale (Detective Simms)
- Kyra Harper (Rita)
- Steve Makaj (Sherriff)

### Épisode 11:Victoria
- Canada : 4 avril 2010 sur CTV
- États-Unis : 7 avril 2010 sur FOX
- Québec : 1er novembre 2010 sur AddikTV
- Belgique : 6 novembre 2010 sur La Deux[1]
- France : 5 décembre 2010 sur TF1[2]
- Suisse : 3 avril 2011 sur TSR1[24]

- États-Unis : 7,73 millions de téléspectateurs[25]

- Christina Cole (Princess Victoria)
- Erick Avari (Gerard)
- Kavan Smith (Nathan)
- Rey Valentin (Tony)
- Sean Carey (James)
- Mackenzie Gray (Templeton)
- Robert Lawrenson (Prince Walter)
- Christopher Heyerdahl (Connor)
- Josh Blacker (Nigel)
- Patricia Drake (the Queen)
- Jason Diablo (Francis)

### Épisode 12:Origines
- Canada : 11 avril 2010 sur CTV
- États-Unis : 14 avril 2010 sur FOX
- Belgique : 6 novembre 2010 sur La Deux[1]
- Québec : 8 novembre 2010 sur AddikTV
- France : 5 mai 2013 sur TF1
- Suisse : 3 avril 2011 sur TSR1[24]

- États-Unis : 7,24 millions de téléspectateurs[26]

- Armand Assante (Joubert)
- Amy Acker (Katherine)
- Lee Majors (Bodyguard)
- Timothy Omundson (Interrogator)
- Lennie James (Baptiste)